# Rodny kraj
Rodny kraj (biał. Родны край, pol. Ojczysty kraj) – drugi album studyjny białoruskiego zespołu punk-rockowego Brutto. Jego premiera odbyła się 14 września 2015 roku. Płyta zawiera dwanaście piosenek, wśród których znalazły się zarówno utwory premierowe, w tym cover piosenki „London Calling” zespołu The Clash, jak i trzy wydane już wcześniej w reedycji albumu Underdog piosenki („Budź śmiełym”, „Woiny swieta” i „Swiaszczennyj ogoń”).

## Lista utworów
| Nr  | Tytuł utworu                                  | Oryginalna pisownia tytułu | Długość |
| --- | --------------------------------------------- | -------------------------- | ------- |
| 1.  | „Czełowiek”                                   | «Человек»                  | 3:18    |
| 2.  | „Rodny kraj”                                  | «Родны край»               | 3:49    |
| 3.  | „Czornaja sotnia”                             | «Чёрная сотня»             | 2:35    |
| 4.  | „Moscow Calling” (cover The Clash)            |                            | 3:22    |
| 5.  | „Budź śmiełym” (sł. Janka Kupała)             | «Будзь смелым»             | 3:05    |
| 6.  | „Garri”                                       | «Гарри»                    | 3:53    |
| 7.  | „Partizan rok”                                | «Партизан рок»             | 2:25    |
| 8.  | „Woiny swieta” (cover Lapis Trubieckoj)       | «Воины света»              | 4:34    |
| 9.  | „Prikaz Erniesto”                             | «Приказ Эрнесто»           | 2:52    |
| 10. | „Swiaszczennyj ogoń” (cover Lapis Trubieckoj) | «Священный огонь»          | 2:20    |
| 11. | „Prospiero”                                   | «Просперо»                 | 3:54    |
| 12. | „Riewwojensowiet”                             | «Реввоенсовет»             | 3:27    |
|     |                                               |                            | 39:34   |

## Twórcy
- Siarhiej Michałok – wokal
- Wital Hurkou – wokal
- Denys „Left” Melnyk – gitara, wokal
- Petro „Aist” Łosewski – wokal
- Siarhiej „Brazil” Karalou – wokal
- Pawieł „Lannister” Traciak – gitara, klawisze, mandolina
- Dzianis „Dynia” Sturczanka – gitara basowa
- Dzianis „Szurup” Szurau – perkusja
- Andrej Babrouka – nagrywanie, miksowanie i mastering[6]